# Chattanooga Choo Choo
Chattanooga Choo Choo er en sang fra 1941, skrevet af Mack Gordon og komponeret af Harry Warren. Den blev oprindeligt indspillet som en Big Band/sving-melodi af Glenn Miller and His Orchestra og blev medtaget i filmen Sun Valley Serenade i 1941 med blandt andet den norske filmstjerne og tidligere skøjteløberstjerne Sonja Henie på rollelisten. Det var den første sang, der modtog en guldplade, præsenteret af RCA Victor i 1942, for salg af 1,2 millioner eksemplarer.
Sangen blev nomineret til en Oscar i kategorien Bedste Sang i 1942, men vandt dog ikke statuetten, der i stedet gik til "The Last Time I saw Paris" af Jerome Kern og Oscar Hammerstein II.

## Indhold
Sangen beskriver togruten, der starter fra Pennsylvania Station i New York og løber gennem Baltimore til North Carolina, før toget ankommer til Terminal Station i Chattanooga, Tennessee. Sangens fortæller nævner en kvinde, han kendte fra tidligere i sit liv, som venter på ham på stationen, og som han planlægger at slå sig ned med for evigt. Efter at hele sangen er sunget, spiller bandet to dele af hovedmelodien som et instrumentalnummer, hvorefter instrumenterne efterligner togets tuden "WHOO WHOO" ved sangens afslutning.

## Andre fremførelser
Der er blevet fremført mange coverversioner af sangen af forskellige musikere i tidens løb, blandt andet af The Shadows. Udo Lindenberg fik i 1983 stor succes med sangen Sonderzug nach Pankow, der var en fortysket version af den oprindelige amerikanske sang.